# U21-Läufer-Länderkampf der Männer und Frauen 1990 BR Deutschland – Frankreich – Schweiz – Tschechoslowakei
| 3. Leichtathletik-Länderkampf mit bundesdeutscher Beteiligung 1990                                 | 3. Leichtathletik-Länderkampf mit bundesdeutscher Beteiligung 1990 |
| -------------------------------------------------------------------------------------------------- | ------------------------------------------------------------------ |
| |                                                                    |
| U21-Läufervergleich der Männer und Frauen BR Deutschland – Frankreich – Schweiz – Tschechoslowakei |                                                                    |
| Austragungsort                                                                                     | St. Wendel                                                         |
| Wettbewerbe                                                                                        | Männer: 10 / Frauen: 9                                             |
| Datum                                                                                              | 16. Juni                                                           |
| 1. FRA 2. FRG 3. CSK 4. SUI                                                                        | 223 Punkte 210 Punkte 155 Punkte 081 Punkte                        |
| 0Teilwertung U21 Männer                                                                            | 1. FRA0000115 P 1. FRG0000115 P 3. CSK0000075 P 4. SUI00000043 P   |
| 0Teilwertung U21 Frauen                                                                            | 1. FRA0000108 P 2. FRG0000095 P 3. CSK0000076 P 4. SUI00000038 P   |
| Chronik                                                                                            |                                                                    |
| ← GBR-FRG-ITA-HUN 00Werfer (F)                                                                     | FRG-AUS-GDR-FRA-00 GBR-ITA-SWE-ESP00 (M/F/Jun/Jun-innen) →         |

Der dritte Vergleich des Länderkampfjahres 1990 war der erste Länderkampf mit einer Gesamtwertung für Männer und Frauen in der bundesdeutschen Länderkampfgeschichte. Es war ein Vierländervergleich für U-21-Athleten, in dem das bundesdeutsche Team auf Frankreich, die Schweiz und die Tschechoslowakei traf. Austragungsort am 16. Juni war die saarländische Stadt St. Wendel.

## Modus
Ausgetragen wurden außer der 4-mal-400-Meter-Staffel und dem Marathonlauf die damaligen olympischen Wettbewerbe aus dem Bereich Lauf. Bei den Männern gab es eine Abweichung: Anstelle der Rennen über 5000 und 10.000 Meter stand ein 3000-Meter-Lauf auf dem Programm. Je Land und Wettbewerb starteten zwei Teilnehmer. In den Einzeldisziplinen wurden die Punkte nach folgenden Regeln vergeben: 1. Platz: 9 P / 2. Pl.:7 P / 3. Pl.: 6 P / 4. Pl.: 5 P / … Die Staffeln wurden neun zu sechs zu vier zu zwei gewertet.

## Ergebnis
Die Länderkampfwertung wurde zu einem Zweikampf zwischen der Bundesrepublik Deutschland und Frankreich.
Im Männerbereich entschied die Bundesrepublik zwei Sprints für sich, Frankreich einen. Auf den Mittelstrecken gab es je einen Disziplinerfolg für diese beiden Länder. Die beiden Langstrecken gingen an die bundesdeutschen Läufer, die Staffel an das französische Team. Unter Einbeziehung der weiteren Platzierungen kamen die bundesdeutschen und französischen Athleten auf jeweils 115 Punkte. Die Tschechoslowakei errang 75 Punkte, die Schweiz als Vierter 43 Punkte.
Die französischen Sprinterinnen gewannen zwei Wettbewerbe, die bundesdeutschen einen. Von den beiden Mittelstrecken verbuchten die Tschechoslowakei und Deutschland je eine Disziplin für sich. Die Langstrecke ging an die Tschechoslowakei, die Staffel wie bei den Männern an Frankreich. Damit lag Frankreich in der Teilwertung für Frauen mit 108 Punkten vorn. Die Bundesrepublik kam auf 95 Punkte, die Tschechoslowakei auf 76. Die Schweiz belegte auch hier mit 38 Punkten den vierten Platz.
Damit siegte Frankreich in der Gesamtwertung mit 223 Punkten. Die bundesdeutschen Vertreter kamen mit 210 Punkten auf Rang zwei vor der Tschechoslowakei (155 Punkte). Den Schweizern blieb mit 81 Punkten der vierte Platz.

## Legende
Kurze Übersicht zur Bedeutung der Symbolik – so üblicherweise auch in sonstigen Veröffentlichungen verwendet:
| DNF | nicht im Ziel (did not finish) |

## Resultate U21-Junioren

### 100 m
| Platz | Athlet              | Land | Zeit (s) |
| ----- | ------------------- | ---- | -------- |
| 1     | Christian Konieczny | FRG  | 10,56    |
| 2     | Patrick Mistoco     | FRA  | 10,69    |
| 3     | Alexander Rehm      | FRG  | 10,74    |
| 4     | Ivan Stinka         | CSK  | 10,80    |
| 5     | Jiří Ondráček       | CSK  | 10,81    |
| 6     | Willy Seymour       | FRA  | 10,94    |
| 7     | David Corminnboef   | SUI  | 10,98    |
| 8     | Martin Meier        | SUI  | 11,11    |

### 200 m
| Platz | Athlet           | Land | Zeit (s) |
| ----- | ---------------- | ---- | -------- |
| 1     | Rodrique Ceryl   | FRA  | 21,21    |
| 2     | Andreas Schofer  | FRG  | 21,59    |
| 3     | Mario Pfeiler    | FRG  | 21,71    |
| 4     | Jiří Ondráček    | CSK  | 21,74    |
| 5     | Kevin Widmer     | SUI  | 21,89    |
| 6     | Cornard          | FRA  | 22,13    |
| 7     | Karel Sobotka    | CSK  | 22,15    |
| 8     | Patrick Bachmann | SUI  | 22,57    |

### 400 m
| Platz | Athlet             | Land | Zeit (s) |
| ----- | ------------------ | ---- | -------- |
| 1     | Olivier Noirot     | FRA  | 45,84    |
| 2     | Marc Eggers        | FRG  | 47,32    |
| 3     | Stéphane Diagana   | FRA  | 47,36    |
| 4     | Luboš Jostak       | CSK  | 47,37    |
| 5     | Mathias Rusterholz | SUI  | 47,44    |
| 6     | Sven Matuschik     | FRG  | 47,76    |
| 7     | Alain Sierro       | SUI  | 48.24    |
| 8     | Pavel Weisser      | CSK  | 48.68    |

### 800 m
| Platz | Athlet            | Land | Zeit (min) |
| ----- | ----------------- | ---- | ---------- |
| 1     | Joachim Dehmel    | FRG  | 1:49,69    |
| 2     | Pavel Soukup      | CSK  | 1:49,92    |
| 3     | Pascal Martinez   | FRA  | 1:50,52    |
| 4     | Miloš Kostrec     | CSK  | 1:50,54    |
| 5     | Carsten Otte      | FRG  | 1:50,93    |
| 6     | David Divialle    | FRA  | 1:51,40    |
| 7     | Patrick Schmitt   | SUI  | 1:52,79    |
| DNF   | Vladimir Bolliger | SUI  |            |

### 1500 m
| Platz | Athlet          | Land | Zeit (min) |
| ----- | --------------- | ---- | ---------- |
| 1     | Roland Münger   | SUI  | 3:46,12    |
| 2     | Mikaël Damian   | FRA  | 3:46,77    |
| 3     | Johan Lunel     | FRA  | 3:48,62    |
| 4     | Michael Kluwe   | FRG  | 3:49,15    |
| 5     | Michal Kučera   | CSK  | 3:51,39    |
| 6     | Imram Sillah    | FRG  | 3:51,45    |
| 7     | Stefan Weingang | SUI  | 3:52,09    |
| 8     | Luboš Stiouhal  | CSK  | 4:03,59    |

### 3000 m
| Platz | Athlet           | Land | Zeit (min) |
| ----- | ---------------- | ---- | ---------- |
| 1     | Jan Pesava       | CSK  | 8:07,25    |
| 2     | Mikaël Dufermont | FRA  | 8:08,99    |
| 3     | Stefan Gotschke  | FRG  | 8:11,25    |
| 4     | Kim Bauermeister | FRG  | 8:12,25    |
| 5     | Jörg Stadler     | SUI  | 8:20,49    |
| 6     | Laurent Saudrais | FRA  | 8:22,67    |
| 7     | Petr Picha       | CSK  | 8:28,73    |
| 8     | Stephane Howald  | SUI  | 8:51,80    |

### 110 m Hürden
| Platz | Athlet               | Land | Zeit (s) |
| ----- | -------------------- | ---- | -------- |
| 1     | Igor Kováč           | CSK  | 13,84    |
| 2     | Dan Philibert        | FRA  | 13,95    |
| 3     | Rötger Opperbeck     | FRG  | 14,25    |
| 4     | Emmanuel Pilutti     | FRA  | 14,51    |
| 5     | Michael Schweißfurth | FRG  | 14,67    |
| 6     | Urs Lienhart         | SUI  | 14,93    |
| 7     | Karel Jurciz         | CSK  | 14,94    |

Die Schweiz war hier mit nur einem Teilnehmer am Start.

### 400 m Hürden
| Platz | Athlet              | Land | Zeit (s) |
| ----- | ------------------- | ---- | -------- |
| 1     | Stéphane Traversini | FRA  | 51,43    |
| 2     | Jochen Zebisch      | FRG  | 51,99    |
| 3     | Marc Zellerhoff     | FRG  | 52,36    |
| 4     | Alain Droguet       | FRA  | 52,37    |
| 5     | Petr Slamena        | CSK  | 53,20    |
| 6     | Dalibor Kupka       | CSK  | 53,47    |
| 7     | Eric Pepicelli      | SUI  | 54,01    |
| 8     | Tom Sciaranetti     | SUI  | 54,26    |

### 3000 m Hindernis
| Platz | Athlet            | Land | Zeit (min) |
| ----- | ----------------- | ---- | ---------- |
| 1     | Norbert Wildner   | FRG  | 8:38,88    |
| 2     | Dirk Lösel        | FRG  | 8:45,56    |
| 3     | Michael Gomez     | FRA  | 8:56,96    |
| 4     | Romain Berliner   | FRA  | 9:02,42    |
| 5     | František Zálešák | CSK  | 9:05,22    |
| 6     | Miloš Kováčech    | CSK  | 9:13,07    |
| 7     | Roland Reichlin   | SUI  | 9:22,90    |
| 8     | John Pollmann     | SUI  | 9:46,95    |

### 4 × 100 m Staffel
| Platz | Besetzung        | Land                                                       | Zeit (s) |
| ----- | ---------------- | ---------------------------------------------------------- | -------- |
| 1     | Frankreich       | Rodrique Ceryl Patrick Mistoco Willy Seymour Cornard       | 40,71    |
| 2     | BR Deutschland   | Stefan Peters Lars Bornemann Oliver Stein Michael Kutscher | 40,95    |
| 3     | Tschechoslowakei | Ivan Stinka V. Ondráček Jiří Ondráček Karel Sobotka        | 41,02    |
| 4     | Schweiz          | Patrick Bachmann David Corminoef Kevin Widmer Martin Meier | 42,20    |

## Resultate U21-Juniorinnen

### 100 m
| Platz | Athletin          | Land | Zeit (s) |
| ----- | ----------------- | ---- | -------- |
| 1     | Maguy Nestoret    | FRA  | 11,62    |
| 2     | Cécile Peyre      | FRA  | 11,76    |
| 3     | Melanie Paschke   | FRG  | 11,96    |
| 4     | Andrea Zsideková  | CSK  | 12,04    |
| 5     | Claudia Gerhard   | FRG  | 12,08    |
| 6     | Nicole Schumann   | SUI  | 12,15    |
| 7     | Nadia Bodenmüller | SUI  | 12,15    |
| 8     | Šárka Pundyová    | CSK  | 13,26    |

### 200 m
| Platz | Athletin              | Land | Zeit (s) |
| ----- | --------------------- | ---- | -------- |
| 1     | Angelika Haggenmüller | FRG  | 24,12    |
| 2     | Elsa Devassoigne      | FRA  | 24,30    |
| 3     | Stefanie Hütz         | FRG  | 24,39    |
| 4     | Anastasia Mahob       | FRA  | 24,54    |
| 5     | Andrea Zsideková      | CSK  | 24,76    |
| 6     | Naděžda Tomšová       | CSK  | 24,99    |
| 7     | Manuela Comacchini    | SUI  | 25,15    |
| 8     | Corinne Simasotchi    | SUI  | 25,25    |

### 400 m
| Platz | Athletin         | Land | Zeit (s) |
| ----- | ---------------- | ---- | -------- |
| 1     | Valérie Jaunatre | FRA  | 54,59    |
| 2     | Ruth Scheppan    | FRG  | 54,93    |
| 3     | Naděžda Tomšová  | CSK  | 55,13    |
| 4     | Sandra Burow     | FRG  | 55,23    |
| 5     | Sandrine Hubert  | FRA  | 55,62    |
| 6     | Dana Puškárová   | CSK  | 55,85    |
| 7     | Christa Bühler   | SUI  | 57,53    |
| 8     | Andrea Sigrist   | SUI  | 58,17    |

### 800 m
| Platz | Athletin         | Land | Zeit (min) |
| ----- | ---------------- | ---- | ---------- |
| 1     | Katja Kowald     | FRG  | 2:07,68    |
| 2     | Séverine Foulon  | FRA  | 2:07,96    |
| 3     | Patricia Djaté   | FRA  | 2:08,70    |
| 4     | Katrin Bröger    | FRG  | 2:09,60    |
| 5     | Christine Rahm   | SUI  | 2:09,90    |
| 6     | Vera Bruchnerová | CSK  | 2:09,91    |
| 7     | Klara Fuksová    | CSK  | 2:10,24    |
| 8     | Anita Brägger    | SUI  | 2:11,40    |

### 1500 m
| Platz | Athletin           | Land | Zeit (min) |
| ----- | ------------------ | ---- | ---------- |
| 1     | Monika Zientková   | CSK  | 4:24,19    |
| 2     | Alena Grešákova    | CSK  | 4:26.82    |
| 3     | Frédérique Martin  | FRA  | 4:27,16    |
| 4     | Frédérique Quentin | FRA  | 4:28,21    |
| 5     | Martina Greding    | SUI  | 4:30,60    |
| 6     | Ursula Jeitziner   | SUI  | 4:31.04    |
| 7     | Anke Mehold        | FRG  | 4:33,79    |
| 8     | Isabelle Müller    | FRG  | 4:38,94    |

### 3000 m
| Platz | Athletin            | Land | Zeit (min) |
| ----- | ------------------- | ---- | ---------- |
| 1     | Andrea Sollárová    | CSK  | 09:27,02   |
| 2     | Valérie Chauvel     | FRA  | 09:33,30   |
| 3     | Petra Drajzajtilová | CSK  | 09:39,10   |
| 4     | Fusenau             | FRA  | 09:48,98   |
| 5     | Antje Siems         | FRG  | 09:58,00   |
| 6     | Carmen Hegmann      | FRG  | 10:04,34   |
| 7     | Susan Tschäpät      | SUI  | 10:10,35   |
| 8     | Yvonne Reichen      | SUI  | 10:28,05   |

### 100 m Hürden
| Platz | Athletin         | Land | Zeit (s) |
| ----- | ---------------- | ---- | -------- |
| 1     | Petra Hassinger  | FRG  | 13,41    |
| 2     | Cécile Cinélu    | FRA  | 13,51    |
| 3     | Amona Schneeweis | FRG  | 13,80    |
| 4     | Zveta Prellerová | CSK  | 14,01    |
| 5     | Nathalie Teppe   | FRA  | 14,17    |
| 6     | Iris Zimmerli    | SUI  | 14,34    |
| 7     | Caroline Paroz   | SUI  | 14,61    |
| 8     | Andrea Konečná   | CSK  | 14,96    |

### 400 m Hürden
| Platz | Athletin         | Land | Zeit (s) |
| ----- | ---------------- | ---- | -------- |
| 1     | Silvia Rieger    | FRG  | 57,63    |
| 2     | Dana Valterová   | CSK  | 59,74    |
| 3     | Lydie Deniau     | FRA  | 59,89    |
| 4     | Sandrine Robin   | FRA  | 60,00    |
| 5     | Sonja Macher     | FRG  | 61,30    |
| 6     | Julie Bernardová | CSK  | 62,94    |
| 7     | Claudia Orler    | SUI  | 63,34    |
| 8     | Barbara Pfluger  | SUI  | 64,04    |

### 4 × 100 m Staffel
| Platz | Besetzung        | Land                                                                    | Zeit (s) |
| ----- | ---------------- | ----------------------------------------------------------------------- | -------- |
| 1     | Frankreich       | Maguy Nestoret Cécile Peyre Nathalie Schmitt Frédérique Pelle           | 45,40    |
| 2     | BR Deutschland   | Melanie Paschke Stefanie Hütz Claudia Gerhard Solveig Pribnow           | 45,49    |
| 3     | Schweiz          | Nadia Bodenmüller Nicole Schumann Manuela Comacchini Corinne Simasotchi | 46,46    |
| 4     | Tschechoslowakei | Krinvanková Andrea Zsideková Sykroová Zveta Prellerová                  | 46,73    |